# 1968 في مصر
فيما يلي قوائم الأحداث التي وقعت خلال عام 1968 في مصر.

## سياسة

### تعيين في المنصب
- 21 سبتمبر – محمد حافظ إسماعيل سفير مصر لدى فرنسا.

## أفلام
من الأفلام التي صدرت هذه السنة في مصر:
- 1 يناير – 3 قصص من إخراج إبراهيم الصحن.
- 1 يناير – 3 نساء من إخراج محمود ذو الفقار.
- 1 يناير – أرض النفاق من إخراج فطين عبد الوهاب.
- 1 يناير – أفراح من إخراج أحمد بدرخان.
- 1 يناير – أنا الدكتور
- 1 يناير – أيام الحب من إخراج حلمي حليم.
- 1 يناير – البوسطجي من إخراج حسين كمال.
- 1 يناير – المتمردون
- 1 يناير – حكاية 3 بنات من إخراج محمود ذو الفقار.
- 1 يناير – لصوص لكن ظرفاء
- 26 يناير – شهر عسل بدون إزعاج من إخراج أحمد فؤاد.
- 16 فبراير – كيف تسرق مليونير
- 25 مارس – حلوة وشقية
- 24 مايو – أشجع رجل في العالم من إخراج حسن الصيفي.
- 7 أكتوبر – عفريت مراتي من إخراج فطين عبد الوهاب.
- 14 أكتوبر – الزواج على الطريقة الحديثة
- 4 نوفمبر – قنديل أم هاشم

## مواليد

### يناير
- 1 يناير – أبو حمزة المهاجر سياسي مصري.
- 1 يناير – أحمد ماهر مخرج أفلام مصري.
- 1 يناير – سيد جودة مترجم مصري.
- 1 يناير – نادر أبو الليف مغني مصري.

### مارس
- 19 مارس – نشوى مصطفى ممثلة مصرية.

### يونيو
- 24 يونيو – علاء عبد النبي

### يوليو
- 23 يوليو – ياسر جلال[1]

### سبتمبر
- 1 سبتمبر – محمد عطا[2]

### أكتوبر
- 2 أكتوبر – محمد عبد الجليل لاعب كرة قدم مصري.[3]
- 17 أكتوبر – محمد عظيمة لاعب كرة قدم مصري.[4]

### نوفمبر
- 2 نوفمبر – ندى بسيوني ممثلة مصرية.

## وفيات

### يناير
- 1 يناير – حسن إبراهيم حسن (مواليد 1892) مؤرخ مصري.
- 1 يناير – قوت القلوب (مواليد 1899) كاتبة مصرية.[5]

### أكتوبر
- 11 أكتوبر – إبراهيم مصطفى (مواليد 1904) مصارع هاوي مصري.